# Meine Stunde Null
Meine Stunde Null ist ein Spielfilm aus der DDR, der im Jahr 1970 uraufgeführt wurde. Regie führte Joachim Hasler, das Drehbuch schrieben Jurek Becker und Karl Krug. Die Hauptrolle spielt Manfred Krug. Der DEFA-Film enthält Aussagen gegen Krieg und Antikommunismus und erzählt die Geschichte von den Anfängen der „deutsch-sowjetischen Freundschaft“, die mitten im Zweiten Weltkrieg begann.

## Handlung
Der Berliner Arbeiter Kurt Hartung kämpft 1943 als Gefreiter der deutschen Wehrmacht an der Ostfront. Bei seinen Vorgesetzten ist Hartung nicht sehr angesehen, da er dem Angriffskrieg kritisch gegenübersteht. So muss er nicht nur sowjetische Bombenangriffe überstehen, sondern auch gefährliche Aufträge, wie das Entschärfen von Blindgängern, übernehmen. Als er als Späher in sowjetische Gefangenschaft gerät, lernt er den sowjetischen Oberleutnant Netrebin kennen. Der nimmt sich Zeit und macht Hartung die Verwerflichkeit des deutschen Angriffskriegs deutlich. Hartung lässt sich überreden, mit zwei sowjetischen Soldaten einen deutschen Offizier zu entführen. Das Unternehmen wird ein Spiel mit dem Feuer, das am Ende erfolgreich abgeschlossen wird. Nicht nur der Auftrag wird ausgeführt, sondern die drei unterschiedlichen Soldaten werden im Verlauf des Auftrages zu Freunden.

## Bemerkungen
Der Film feierte seine Premiere am 28. April 1970 in Berlin. In den Kinos der DDR lief er am 1. Mai an. Trotz relativ negativer Kritiken war der Film ein Publikumserfolg, mit über 500.000 Besucher in den ersten acht Wochen, und er festigte Manfred Krugs Status als herausragender Star in der DDR.
Der Gelegenheitsschauspieler und Regisseur Kurt Jung-Alsen spielt im Film seine einzige große Kinorolle. Unterstützt wurde das Drehteam von einer in Potsdam stationierten sowjetischen Einheit, die dem Drehteam unter anderem ihr Übungsgelände zur Verfügung stellte. Der Film ist die erste Bearbeitung des Kriegsstoffes mit heiteren Mitteln bei der DEFA.
2001 erschien der Film in Deutschland auf VHS-Video, im Januar 2007 auf DVD.

## Kritiken
- Der vorliegende Film läßt nun die Unsicherheiten offenbar werden, mit denen sich die Filmschöpfer auseinandersetzen mußten; gleichzeitig bestätigt er aber auch, daß der beschrittene Weg gangbar ist. Grundsätzlich geht es doch wohl um das Problem, ob die historische Realität gewahrt bleibt, gleichzeitig wohl auch darum, ob der Film den Gefühlen der Millionen Bürger unserer Republik Rechnung trägt, die mit dem Krieg die verschiedenartigsten, im letzten aber erschütternde Erlebnisse und Erinnerungen verbinden (Friedrich Salow in Filmspiegel 11/1970)
- Nichts gegen Humor und schon gar nichts gegen Entheorisierung, aber man scheint hier wieder einmal von einem Extrem ins andere zu fallen. Gerade zur Anwendung solcher Stilmittel gehört die vielbeschworene „künstlerische Meisterschaft“. Daran jedoch fehlt es bei den jüngsten Produktionen. (Heinz Kersten, 1970, nach So viele Träume, Berlin 1996)